# Lucilià i companys màrtirs de Bizanci
Lucilià, prevere, i els joves Claudi, Hipaci, Pau i Dionís, juntament amb Paula (Nicomèdia, segle iii - Bizanci, 270-275), foren cristians màrtirs durant les persecucions. Són venerats com a sants a tota la cristiandat.

## Historicitat
El més probable és que la història sigui una narració pietosa, sense fonament històric o potser basada en algun màrtir sense identificar, i que es tracti de sants llegendaris. Els bol·landistes publicaren a l'Acta Sanctorum un panegíric sobre Lucilià, escrit per un tal Foci. La passio del martiri és molt tardana i fantasiosa.
Si hi hagué uns màrtirs, probablement foren morts a Nicomèdia, i la seva vinculació a la capital es deu a la presència de relíquies en alguna església, que donà lloc a la llegenda que hi foren enviats per al martiri.

## Llegenda
Segons el menologi de Basili, Lucilià era un sacerdot pagà de Nicomèdia que ja de gran es va convertir al cristianisme. Hi predicà i convertí molta gent, per la qual cosa fou arrestat durant el regnat d'Aurelià i portat davant el prefecte Silvà. No volgué abjurar de la fe cristiana i fou torturat i empresonat. A la presó va trobar quatre joves, també cristians: Claudi, Hipaci, Pau i Dionís, als que ajudà a enfrontar-se al judici i romandre ferms en la fe. Condemnats, Lucilià fou ficat en un forn encès, del qual, però, va sortir il·lès. Els quatre foren enviats, encadenats, a Bizanci, on Lucilià fou crucificat i els altres quatre decapitats.
Mentre eren a la presó, foren visitats per Paula, dona cristiana que els guarí de les ferides i els portà aliments. Quan foren executats, Paula tornà a Nicomèdia i continuà predicant i ajudant els cristians, fins que fou detinguda, torturada i, com els altres, enviada a Bizanci, on fou decapitada.

### Versions de la llegenda
Altres versions diuen que Paula era esposa de Lucilià i, tots dos, pares dels quatre joves. Altres versions els fan nadius d'Egipte, on foren martiritzats (és la tradició pròpia dels coptes).

## Veneració
El grup de sants fou venerat conjuntament i va tenir especial devoció a Constantinoble, des d'on es difongué, igualment com altres versions de la llegenda.